# ورزشگاه جدید کلمبینو
ورزشگاه جدید کلمبینو (به اسپانیایی: Estadio Nuevo Colombino) با ظرفیت ۱۹٬۸۶۰ نفر یکی از ورزشگاه‌های فوتبال کشور اسپانیا است که در شهر هوئلبا ایالت اندلس واقع شده‌است. این ورزشگاه در سال ۲۰۰۱ بازگشایی شد و در حال حاضر بازی‌های خانگی باشگاه فوتبال ریکرتیوو اوئلوا در آن برگزار می‌گردد.